# Renfe série S-102
Le S-102 (pour Série 102, nom d'exploitation), ou Talgo 350 (nom du constructeur), construit par Talgo et ADtranz (maintenant Bombardier Transport), est une rame automotrice apte à circuler à 330 km/h sur les lignes à grande vitesse espagnoles. 
ADtranz a construit les motrices (dont le profil avant en bec de canard rappelle celui de certains trains japonais, et a valu au train le surnom de « pato », « canard » en espagnol), et Talgo les voitures. 
Le S-102 peut fonctionner uniquement sous une caténaire délivrant un courant alternatif 25 kV - 50 Hz. Ses essieux sont à écartement fixe, ne lui permettant donc pas de circuler sur les lignes classiques du réseau ferré espagnol.
Le prototype de ce matériel a établi en mars 2001 le record de vitesse sur rail espagnol à 359 km/h sur la LGV Madrid - Séville. Cette rame a depuis été rachetée par le gestionnaire d'infrastructure espagnol Adif qui l'a rebaptisée A330 et l'utilise pour réaliser les tournées d'inspection de ses lignes à grande vitesse.
Le S-102 est mis en service commercial le 26 février 2005 sur la nouvelle LGV Madrid - Barcelone.

## Description
Chaque rame est composée de deux motrices encadrant 12 voitures (deux en classe « club », six en classe « Turista », trois en classe « Preferente », et une cafétéria). Sur l'ensemble des places assises, deux sont réservées aux personnes à mobilité réduite. Les fauteuils, en toile gris foncé, sont inclinables et orientables dans le sens de la marche et équipés de prises audio.
Le Talgo 350 est un train articulé.

## Historique
L'histoire du Talgo 350 remonte à 1989. Faute de disponibilité d'un matériel adéquat, l'entreprise Talgo ne peut participer à l'appel d'offres pour la construction des 18 rames destinées à parcourir la LGV Madrid - Séville, qui est finalement remporté par Alstom avec la Série 100. Elle démarre alors la conception d'un nouveau train, le Talgo 200. Les premiers tests sur la LGV Madrid - Séville sont satisfaisants. Par la suite, il atteint et dépasse même la vitesse de 300 km/h lors d'essais réalisés en Allemagne. Reste un problème pour pouvoir franchir la barre des très hautes vitesses, celui de la traction. Talgo, qui n'est alors pas capable de développer seul une motrice pour ce défi, s'associe avec l'entreprise allemande Adtranz en 1998. De cette union nait le prototype Talgo 350. Présenté en 2000, il atteint la vitesse de 362 km/h le 11 octobre 2002.
En mars 2001, Talgo peut enfin participer à l'appel d'offres pour ce que l'on appelle alors « le contrat du siècle ». Elle obtient une première commande pour 16 unités Talgo 350, qui deviendront S-102 une fois pilotés par la Renfe.

### Essais
Les deux premières unités motrices sont livrées par Bombardier Transport (qui a acheté Adtranz) en juillet 2003 et expédiées à Las Matas pour assemblage des rames. La Renfe les prend en charge en septembre. Les essais portent sur plus de 250 points, et sont ralentis par la méfiance du GIF (devenu ADIF par la suite) encore responsable des lignes sur lesquels ils doivent se dérouler. Ils peuvent cependant commencer en mai 2004. Les rames sont stockées à La Sagra et Cerro Negro au fur et à mesure des livraisons, toujours en raison de la méfiance du GIF. 

### Premiers services
En octobre 2003, la LGV Madrid - Lérida doit être inaugurée avec des rames S-100, dont deux unités sont détachées du service AVE sur la LGV Madrid - Séville. 
Huit rames S-102 entrent en service commercial le 26 février 2005 sur la nouvelle LGV Madrid - Barcelone (qui, dans un premier temps, ne dépassait pas Lérida), à la vitesse limite de 200 km/h en raison de la mise en service retardée du système de sécurité ferroviaire ETCS de niveau 1, laquelle a obligé à exploiter provisoirement la ligne en signalisation latérale classique complétée du système de répétition des signaux espagnol classique, l'ASFA. 
Par la suite, ils remplacent les Altaria sur la relation Madrid - Huesca, qu'ils effectuent en 2 h 40 à compter du 28 avril 2005. Ils sont aussitôt surnommés « Pato » (canard) en raison de la forme de leur nez très particulière.
La mise en service de l'ETCS 1 sur la LGV Madrid - Barcelone permet de relever la vitesse commerciale des S-102 à 250 km/h le 19 mai 2006, puis à 280 km/h le 17 octobre 2006 et, enfin, à 300 km/h le 7 mai 2007. Les relèvements au-delà de cette vitesse sont tributaires de la mise en service de l'ETCS de niveau 2. 
Le domaine d'action des S-102 s'est ensuite étendu aux lignes à grande vitesse Madrid - Valladolid et Madrid - Málaga, mises en service respectivement les 22 et 23 décembre 2007.